# Felix von Stregen

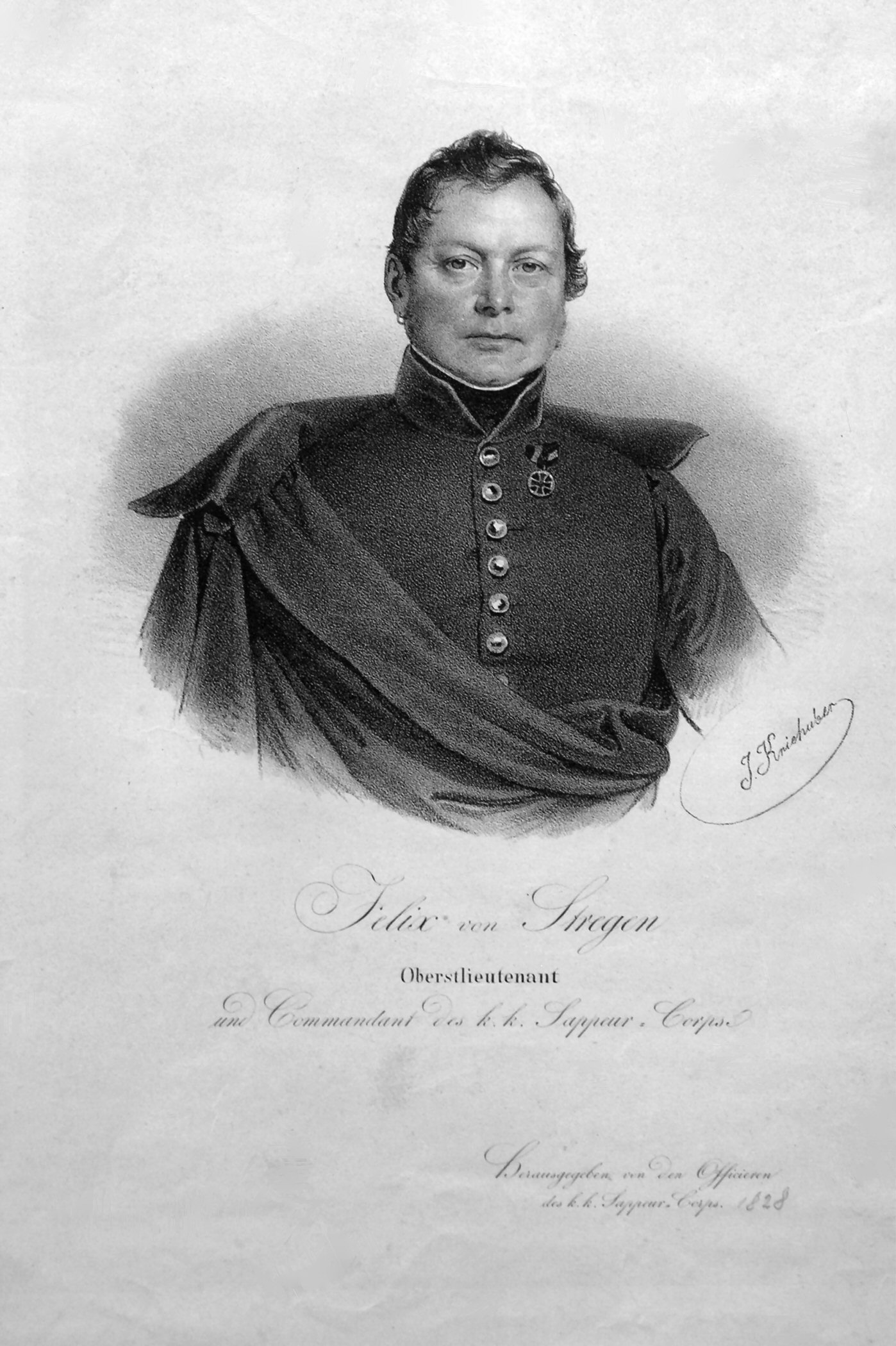
Oberstleutnant Stregen als Kommandant des Sappeur-Corps, Lithographie von Josef Kriehuber um 1830

Felix August Peter Joseph von Stregen, ab 1851: Freiherr Stregen von Glauburg (* 9. August 1782 in Frankfurt am Main; † 14. Februar 1854 ebenda) – war ein k.k. Ingenieur-Offizier, der für Erzherzog Johann u. a. die erste Trassierung für die Semmeringbahn erarbeitete.

## Leben

### Herkunft und Geburtsjahr
Die ursprünglich aus Spanien stammende Familie Stregen ist seit dem 17. Jh. in Utrecht nachweisbar. Von den Niederlanden siedelten sie nach Köln über und zählten dort zu den Patriziern. Johann Joseph von Stregen (1700–1760) war mit Maria Katherina Esther von Betoun, aus einem alten geldernschen Adelsgeschlecht, verheiratet. Johann Joseph war kurkölnischer Oberamtmann, später Lehens-Statthalter zu Odenkirchen. Seine Frau gebar ihm zwei Töchter und sechs Söhne. Von den letzteren trat Franz Joseph Caspar (1742–1815), der Vater von Felix, 1763 in k. k. Militärdienste, in welchen er zuletzt Ober-Kriegs-Commissär war. 1777 kam der Vater als Kassenoffizier zur Unterstützung des kaiserlichen Oberfeldkriegskommissärs Schmaus von Livonegg nach Frankfurt am Main. Der katholische Franz Joseph Caspar heiratete am 13. Juni 1780 die evangelische Maria Catharina Aull (1759–1828), die Tochter eines wohlhabenden Frankfurter Eisenhändlers. Am 12. Oktober 1780 erhielt er nur „aus Obrigkeitlicher Milde“ das Frankfurter Bürgerrecht verliehen. Er hatte nämlich, ohne die notwendigen Genehmigungen einzuholen, geheiratet. Das Paar hatte fünf Kinder, von denen drei das Erwachsenenalter erreichten. Felix, der Zweitgeborene, sein jüngerer Bruder Adalbert Hippolyt (1784–1860) und seine Schwester Christina Elisabetha (1788–1841), die beide unverheiratet blieben. Wahrscheinlich wurden alle Kinder, sicher aber Felix, katholisch getauft.
Das Geburtsjahr von Felix 1782 ist in allen Unterlagen des Frankfurter Instituts für Stadtgeschichte (ISG) mehrfach belegt, auch wenn es in österreichischen Quellen meist mit 1783 angegeben wird.

### Jugend und Ausbildung
Über die Jugend Stregens ist nichts bekannt. Nicht einmal, ob er bis zu seinem 15. Lebensjahr immer in Frankfurt am Main lebte. Der Vater jedenfalls wurde in diesem Zeitraum mehrfach versetzt.
1797 trat Stregen in die k. k. Ingenieur-Akademie in Wien ein. Aus Frankfurt am Main kamen zwischen 1757 und 1856 alleine 29 Zöglinge. Zwei davon waren die Brüder Johann Maximilian (1783–1846) und Adalbert Baur von Eysseneck (1785–1870). Stregen zahlte die höchste Studiengebühr von 420 fl. Er war damit in die „1. Verpflegung“ eingeteilt. Die beiden Brüder Eysseneck zahlten 315 fl. und waren damit in die „2. Verpflegung“ eingeteilt. Diese Einteilung richtete sich nach dem Einkommen der Eltern. Die Einteilung hatte Einfluss auf die Qualität der Speisen und das Material der Uniform.
1801 wurde Stregen als Kadett in das Ingenieur-Corps übernommen, was nur den besten Absolventen eines Jahrgangs gelang.

### In Kriegszeiten (1801 – 1815)
in dieser Zeit nahm er an den Koalitionskriegen gegen Napoleon I. teil.

#### Zweiter Koalitionskrieg
Als Stregen in die Armee eintrat, befand sich der Zweite Koalitionskrieg bereits in seiner Endphase. 1802 wurde er zunächst nach Zara/Zadar versetzt, nach seiner Beförderung zum Oberleutnant dann nach Spalato/Split.

#### Dritter Koalitionskrieg
Bei Ausbruch des Dritten Koalitionskrieges im Jahr 1805 war Stregen an den fortifikatorischen Arbeiten am Fort Marghera (manchmal auch „Malghera“ geschrieben) beteiligt, das an einer die Lagune beherrschenden Stelle des venezianischen Festlandes errichtet wurde. Er befand sich in dem von französischen Truppen eingeschlossenen Venedig. Am 1. April 1807 wurde Stregen zum „Hauptmann en Second“, auch „Kapitänleutnant“ genannt, beim Ingenieur-Corps befördert. In diesem Jahr war er in den Garnisonen Lemberg und Munkats stationiert.

#### Fünfter Koalitionskrieg
Im Fünften Koalitionskrieg (Österreich hatte am Vierten nicht teilgenommen) war Stregen 1809 als Sappeur-Hauptmann vorerst bei der italienischen Armee, dann im Brückenkopf vor Preßburg, dessen „heldenmüthige Verteidigung auch ihm Anerkennung“ verschaffte. Dort wirkte er mit Oberleutnant Maximilian Baur von Eysseneck zusammen.

#### Sechster Koalitionskrieg
Im Sechsten Koalitionskrieg diente Stregen wieder beim Ingenieur-Corps und befand sich 1813 und 1814 mit den verbündeten Engländern in Sizilien, die König Ferdinand IV. dort unterstützten. Stregen war auch an den britischen Landungen an der toskanischen Westküste bei Viareggio – mit anschließendem Vorstoß auf Lucca – sowie bei Livorno beteiligt und nahm an verschiedenen Gefechten teil. Außerdem war er an der „Reoccupierung“ Venedigs 1814 beteiligt.
Dekoriert war Stregen mit dem Armee- oder Kanonenkreuz.

### In Friedenszeiten (ab 1815 – 1833)
Stregen wurde abwechselnd beim Sappeur- und beim Ingenieur-Corps verwendet.
1815 versetzte er die Festung Peschiera del Garda in Verteidigungszustand und versah sie mit bombensicheren Kasernen. Peschiera war Teil des k.k. österreichischen Festungsvierecks. In späteren Jahren leitete er die Aufnahme der Sperrpunkte Predil und Chiusa veneta (ein verschanzter Sperrpunkt zwischen Villach und Codroipo), zu deren Befestigung er die Pläne entwarf.

#### Frankfurt am Main, Bürgerrecht und Heirat (1816)
1816 beantragte Stregen das Bürgerrecht der Freien Stadt Frankfurt für sich und seine Verlobte, das beide auch erhielten. Bei der Beantragung gaben die Brautleute an, „der lutherischen Religion zugethan“ zu sein. Wann Stregen konvertiert war, ist nicht aufklärbar. Im April 1816 heiratete er Marianne Eleonore Freiin von Glauburg (1789–1863), die Tochter des Schöffen und Senators Heinrich Ludwig Freiherr von Glauburg.
Eine ihrer Schwestern, Henriette, (1790–1854) heiratete 1827 den letzten älteren Bürgermeister der Reichsstadt Frankfurt am Main, Anton Ulrich von Holzhausen (1754–1832). Aus dieser Ehe gingen zwei Söhne hervor. Friedrich Anton von Holzhausen (1829–1907) wurde durch Vermittlung Stregens k. k. österr. Regimentskadett und ging als Hauptmann 1860 in den Ruhestand. Daher gibt es heute noch eine jüngere, österreichischen Linie der Holzhausens, während die ältere Frankfurter 1923 erloschen ist.
Stregen hielt sich mit seiner Frau von 1816 bis 1834 in vier österreichischen Garnisonsstädten auf:

#### Innsbruck (bereits ab 1815–1817)
Über seine dienstliche Tätigkeit in Innsbruck ist nichts bekannt. Die Eheleute bekamen dort am 2. März 1817 ihr erstes Kind, den Sohn Heinrich Ludwig.

#### Peschiera del Garda (1817–1822)
In Peschiera del Garda plante Stregen als Fortifikations-Lokal-Direktor für den Militärbezirk der Festung vier Gebäude, die einen Park umgaben, entsprechend dem neoklassizistischen Kanon von Proportion, Gleichgewicht und Symmetrie und reformierte damit dort die Befestigungsarchitektur des 16. Jahrhunderts. Die Planungen wurde in einer längeren Bauperiode umgesetzt. Die Kasernen Franz I. (1822), die Kommandantur (1854), der Offizierspavillon (1856) und schließlich das Artillerie-Munitionsdepot mit -Kasernen (1857). Am 29. August 1820 kam die erste Tochter Maria Caterina zur Welt, die auch dort am 18. Juli 1821 verstarb.

#### Salzburg (1822–1828)
In Salzburg diente der 1822 zum Major beförderte Stregen wieder als Fortifikations-Lokal-Direktor. Zu seinem Aufgabenbereich gehörte die Unterhaltung militärischer Anlagen von Stadt und Land Salzburg (Befestigungen, so auch die beiden Festungen Hohensalzburg und Hohenwerfen, Bau und deren Unterhaltung von Kasernen und Spitälern usw.). In Salzburg lebte die Familie im Kuenburgpalais, heute Sebastian-Haffner-Gasse 16. Dies ergibt sich aus der Taufmatrik der am 27. August 1822 geborenen Tochter Charlotte Philippine Anna und der dort verzeichneten Konskriptionsnummer 213. Am 6. April 1827 starb diese Tochter an Zehrfieber. Sie wurde auf dem Sebastiansfriedhof beigesetzt. 1828 löste Major Maximilian Baur von Eysseneck Stregen als Fortifikations-Lokal-Direktor von Salzburg ab.

#### Bruck an der Leitha (1829–1833)
Stregen war in Bruck an der Leitha Kommandant des rund 600 Mann starken Sappeur-Corps. Am 18. Februar 1829 war er zum Oberstleutnant befördert worden. Am 18. September 1831 gebar Marianne Eleonore von Stregen die dritte Tochter Josepha Maria Johanna. Nach der Konskriptionsnummer 162 in der Taufmatrik wohnten die Stregens in der heutigen Wiener Gasse 1.

### Stregens enge Zusammenarbeit mit Erzherzog Johann (1834–1849)

#### Graz (1834–1845)
1834 berief der General-Genie-Direktor Erzherzog Johann Oberstleutnant Stregen als Fortifikations-Distrikts-Direktor für Illyrien und Innerösterreich nach Graz. Als Fortifikations-Distrikts-Direktor stand er mehreren Lokal-Direktoren vor. Ab 1836 war er noch zusätzlich Inspektor der Illyrisch-Innerösterreichischen Kadetten Kompanie zu Graz-Liebenau. Ende 1836 vermerkte Johann:

„Stregen: einer der vorzüglichsten Offiziere des Corps, ebenso geeignet für die Truppe - (:der beste des Genieregiment wenn es Erachtet werden sollte zu führen:) zu größeren Directionen, Bauten, Projectierungen vorzüglich im Felde -Ordnung, Talente, Kenntniße, Thätigkeit, Eifer und ein trefflicher Carakter. Mit besonderen Vorzuge zu allen höheren Stellen.“

##### Leiter der ersten Trassierung für die Südbahn
Pläne, die Südbahn von Wien nach Triest an den damals technisch unüberwindliche erscheinenden Alpen vorbei über Ungarn zu führen, wären für Erzherzog Johann einer Katastrophe gleich gekommen. Damit bestand langfristig die Gefahr, dass die steiermärkische Eisenindustrie, an der Johann auch persönlich als Radmeister beteiligt war, abseits der Handelsströme geraten wäre. So intervenierte Johann bei seinem Bruder, Kaiser Franz I., die Verbindung Wien-Triest nur durch die Steiermark zu genehmigen. Ein Ansinnen, dem später auch entsprochen wurde. Zusätzlich bat er noch darum, Offiziere seines Geniekorps zur Nivellierung der Strecke einsetzen zu dürfen. Mit der – durch die steiermärkischen Stände – schnell erfüllten Vorbedingung, der Militäretat dürfe finanziell nicht belastet werden, wurden die Arbeiten der Ingenieur-Offiziere bewilligt. Johann beauftragte Stregen, der inzwischen zum Oberst aufgerückt war, mit der Leitung einer vierköpfigen Ingenieur-Offiziers-Gruppe die von 1836 bis 1838 die erste Machbarkeitsstudie einer Trassierung der gesamten Südbahnstrecke über die Alpen (mit Überschienung des Semmering-Passes) durchführte. Die Nivellierungsarbeiten waren besonders im Gebiet um den Semmering-Passes sehr aufwendig. Das Gebiet war noch überhaupt nicht mit Höhenlinien kartiert. Die eigentliche Arbeit im oft knietiefen Schnee erledigten Mineure und Sappeure, deren sich die Ingenieur-Offiziere auch sonst für die Umsetzung ihrer Planungen bedienten. Auf Vorschlag des Erzherzogs wurde den Offizieren eine Zulage in Höhe von zwei Dritteln der Gage und der Mannschaft die doppelte Löhnung bewilligt, da die Arbeiten mit ganz außergewöhnlichen Anstrengungen verbunden waren. Am 30. Juni 1839 legte die Offiziers-Gruppe ihr Untersuchungsergebnis „Übersicht der zwischen Wien und Triest ausgemittelten Eisenbahnlinie“ dem Erzherzog vor. Als Verfasser firmierte der von Stregen beauftragte Ingenieur-Hauptmann Karl Lobinger, der allerdings von einer Überschienung abriet. Stregen setzte sich aber gegen seine Kollegen und auch den Wiener Ingenieurverein mit seiner Überzeugung vom Fortschritt im Lokomotivbau durch, dass der Semmering im Adhäsionsbetrieb (Rad auf Schiene) überwunden werden könne. Dabei verließ sich Stregen auf die Information aus den Vereinigten Staaten, dass William Norris in Philadelphia bereits geeignete Lokomotiven baute, was sich im Weiteren bestätigte. Ein Prototyp des Modells 'Lafayette' wurde von dem Eisenbahningenieur Matthias Schönerer 1839 nach Österreich gebracht, hier in 'Philadelphia' umbenannt und bewies auf einer Versuchsstrecke ihre Fähigkeit eine Steigung von 1:30 zu überwinden. Damit war der Beweis erbracht, dass Lokomotiven mit glatten Spurkränzen auch für den Betrieb auf Bergstrecken geeignet waren.

##### Bauleitung und Projektsteuerung für Erzherzog Johanns Stadtpalais in Graz
Zwischen 1841 und 1844 hatte Stregen für Johann die Bauleitung und Projektsteuerung seines Stadtpalais in Graz, dem „Palais Meran“ inne. Die Bauausführung oblag dem Baumeister Georg Hauberrisser sen., der sich aber genau an die Vorgaben der Bauleitung zu halten hatte. Dazu gehörten auch umfangreiche Trassierungs- und Straßenverlegungs-Arbeiten, für die weitere Spezialisten des k.k. Ingenieur-Corps herangezogen wurden. 1844 wurde Stregen zum General-Major befördert.
Stregen begleitete am 19. Oktober 1844, zusammen mit Ritter von Ghega, Erzherzog Johann bei der Eröffnungsfahrt der Eisenbahnstrecke Mürzzuschlag – Graz

#### Wien (1846–1851)

##### Fortifikations-Distrikts-Direktor für Nieder- und Oberösterreich (1846–1848)
Für Stregen war dieser Dienstposten eine Aufwertung. Er war jetzt auch für die österreichische Reichshaupt- und Residenzstadt zuständig und hatte "an den Sitzungen des Genie-Hauptamtes teilzunehmen.". Es war aber wohl ein Trostpflaster. Erzherzog Johann hatte Stregen 1846 als den "geeignetsten" für den Direktorenposten der k.k. Ingenieur-Akademie vorgeschlagen. "Weil er evangelisch ist" wurde dies nicht "bewilligt", wie Johann in seinen Aufzeichnungen festhielt.

##### Direktor der k.k. Ingenieur-Akademie (1848–1851)
Erst 1848 bekam Stregen den Posten in Wien – anscheinend war die Stimmung zwischen der März- und der Oktober-Revolution kurzzeitig toleranter geworden – und wurde 1849 zum Feldmarschall-Leutnant (FML) befördert. Stregen lebte mit Frau und Tochter in der Direktorenwohnung der Akademie, die sich im Stiftsgebäude auf der Laimgrube befand. Dort erlebte die Familie auch die Wiener Oktoberrevolution von 1848. Darüber hat Stegen auch zwei Berichte an seinen Vorgesetzten verfasst. 1849 trat Erzherzog Johann von seinem Posten als General-Genie-Direktor zurück. Im Genie-Corps kamen um 1850 von vier Feldmarschall-Leutnants zwei aus Frankfurt am Main.
In Wien traf Stregen wieder auf Adalbert Baur von Eysseneck (seit 1849 FML), der als Adlatus und Stellvertreter des neuen General-Genie-Direktors FML Graf Caboga ab 1851 eine Armee-Reform durchsetzen musste, die u. a. die Ingenieur-Akademie von einer technischen Hochschule zur Genie-Akademie und Fachhochschule machte und in die südmährische Provinz nach Kloster Bruck verlegte.

### Stregen nimmt seinen Abschied und wird in den Freiherrenstand erhoben (1851)
Dies veranlasste Stregen, sich nach 50 Dienstjahren in den Ruhestand versetzen zu lassen. Die inhaltliche und räumliche Veränderung der Ingenieur-Akademie wollte er nicht mittragen. Am 20. August 1851 verlieh ihm Kaiser Franz Joseph I. das Kommandeurkreuz des kaiserlichen Leopoldsordens, was mit der Erhebung in den Freiherrenstand verbunden war. Damit erhielt Stregen die Erlaubnis für sich und seine Nachkommen, seinem Namen und seinem Wappen den Namen und das Wappen des im Mannesstamme erloschenen freiherrlichen Geschlechts von Glauburg hinzufügen zu dürfen.

#### Wappen

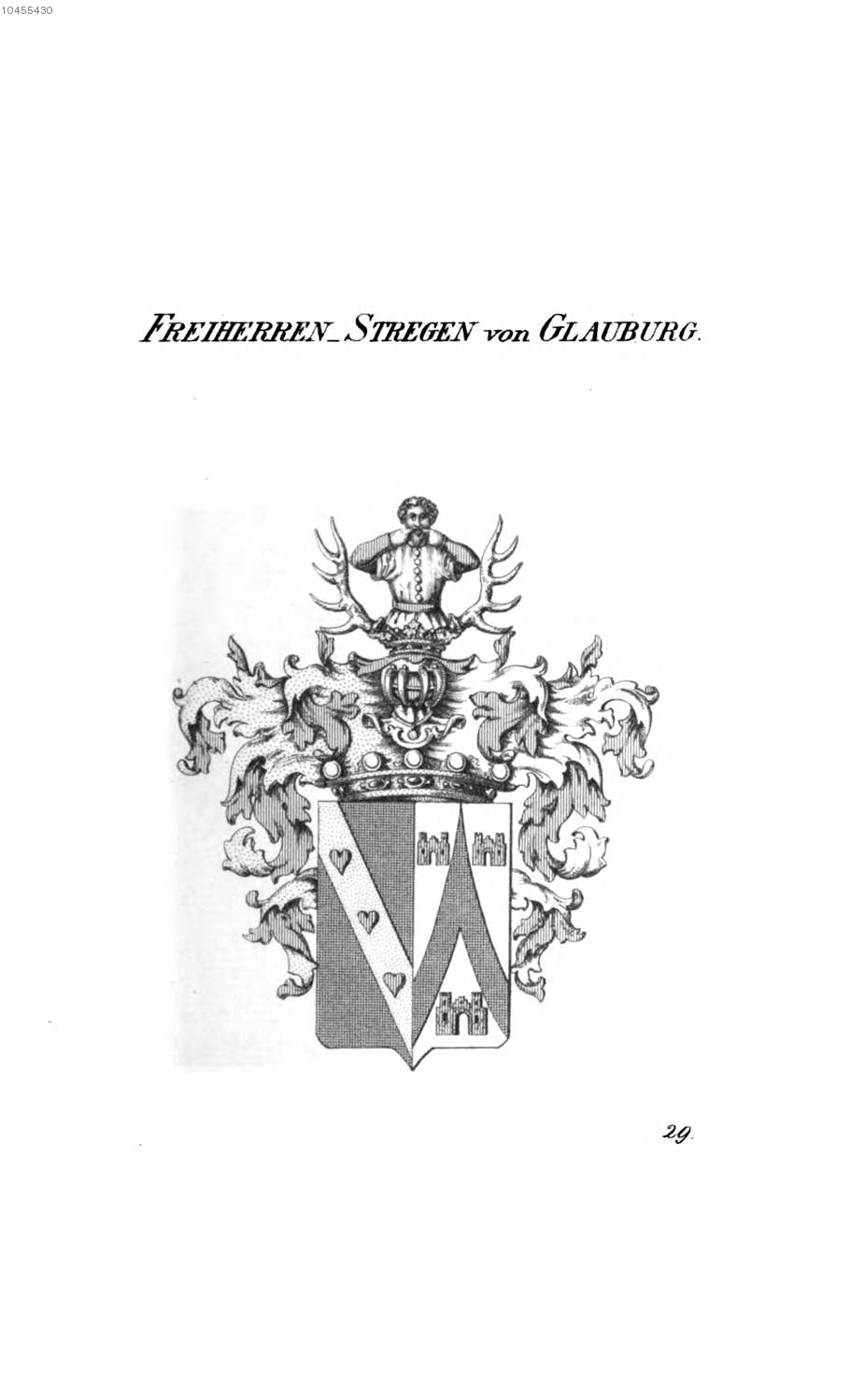
Wappen der Stregen von Glauburg

„Ein von Schwarz und Silber in die Länge getheilter Schild. In der rechten schwarzen Schildhälfte befindet sich ein goldener, mit drei schrägrechts übereinandergestellten rothen Herzen belegter rechter Schrägebalken. (Stregen). Die linke silberne Schildhälfte ist von einem schwarzen Sparren in der Quere durchzogen, welchen drei rothe Burgen (zwei ober ihm, eine unter ihm) begleiten. Jede dieser Burgen ist mit zwei Thürmen und einer Zwischenmauer, welche eine gestufte Spitze bildet, jeder Thurm mit vier Zinnen und einem offenen Fenster und jede der Zwischenmauern mit einem gewölbten offenen Thore versehen. (Glauburg). Auf dem Schilde ruht die Freiherrenkrone und auf derselben ein offener gekrönter, in das Visir gestellter Turnierhelm. Aus der Helmkrone wächst zwischen einem zehnendigen Hirschgeweihe ein Mann mit blonden Haaren und Spitzbart hervor. Dieser trägt einen kurzen weißen, mit sechs weißen Knöpfen geschlossenen und mit einer rothen Binde umgürteten Rock mit weiten, am Oberarme geschürzten Aermeln. Mit den beiden Zeigefingern der erhobenen roth bekleideten Vorderarme zieht er den Mund auseinander. Die Helmdecken sind zu beiden Seiten roth, rechts mit Gold, links mit Silber tingirt. Schildhalter. Auf einer unter dem Schilde verbreiteten goldenen Arabeskenverzierung zur Rechten ein auf den hinteren Läufen aufrechtstehender und mit den vorderen den Schild stützender, einwärtsgekehrter Hirsch mit zehnendigem Geweihe und ausgeschlagener rother Zunge; zur Linken ein dem bereits beschriebenen ähnlicher Mann, jedoch in ganzer Stellung mit engem rothen Beinkleide und schwarzen Schuhen.“

### Ruhestand und Tod (1851–1854)
Nach seiner Pensionierung lebte er als "Unangestellter Feldmarschall-Lieutenant" mit seiner Frau in Graz. Auf einem Familienbesuch in Frankfurt am Main verstarb er und wurde mit allen militärischen Ehren auf dem Hauptfriedhof beigesetzt. Dort ist sein Grab noch heute zu finden (Gewann E 304, „An der Mauer“), da es unter Denkmalschutz steht.

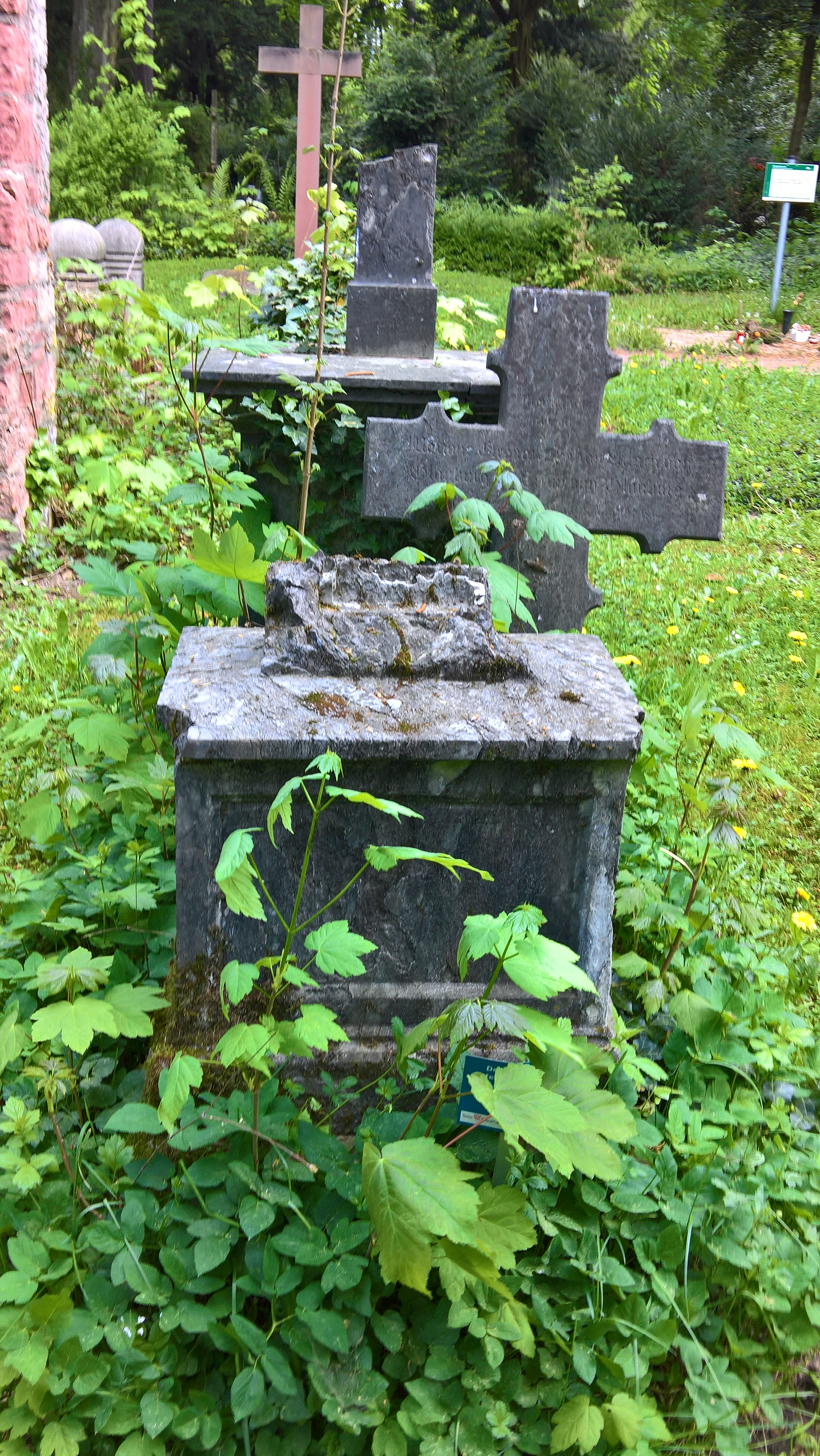
Stregens Grab auf dem Frankfurter Hauptfriedhof, Gewann E 304 "An der Mauer"

### Nachkommen
Der Sohn Heinrich Ludwig (* 2. März 1817 zu Innsbruck, † 11. August 1891 zu Wien, beerdigt in Mödling) schlug wie der Vater eine Offizierslaufbahn ein. In Graz heiratete er, kaiserlicher Oberstleutnant beim 11. Ulanen-Regiment, Alexander II., Kaiser von Russland, 1861 „nach evangelischem Ritus“ die fast gleichaltrige Großkaufmanntochter und Kunstmalerin Emily Maria Schmäck (* 1817 zu London). Beider Adoptivtochter Baronesse Emilia Stregen von Glauburg ehelichte 1898 Franz Seraphicus Freiherrn Reisner von Lichtenstern in München.
Die Tochter Josepha Maria Johanna (* 1831 zu Bruck a. d. L.) heiratete 1852 in Frankfurt am Main Dr. jur. utr. August Christian Wilhelm Friedrich Heinrich Freiherrn von Boltog, Mitglied der altadeligen Ganerbschaft Alten-Limpurg, Frankfurter Bürger und Kanzlei-Rath, (* 1818 in Homburg v. d. Höhe). Vier Kinder gingen aus dieser Ehe hervor.

### Nachwirkung
In Graz wurde Stregens Lebensleistung durch die Benennung einer Straße in „Stregengasse“ gewürdigt.

### Trivia
Wie beide erhaltenen Abbildungen von Stregen zeigen, trug er auf beiden Seiten Ohrringe. Eine aus der Französischen Revolution stammende Mode, die auch von Militärs anderer Staaten gepflegt wurde.